# هوايرن

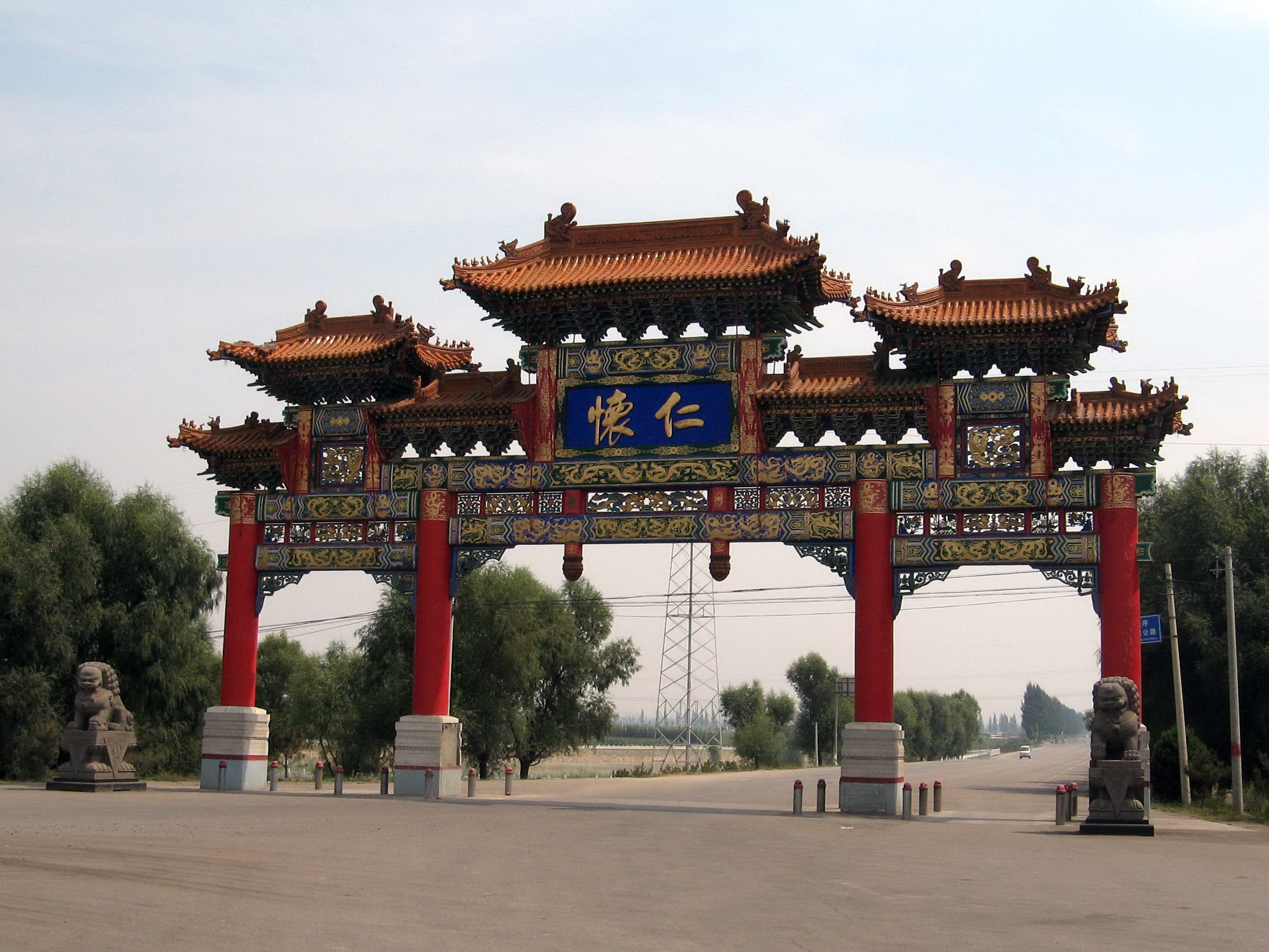
هوايرين

هوايرين (بالصينية المبسطة: 怀仁؛ بالصينية التقليدية: 懷仁؛ بينيين: Huáirén) هي مدينة على مستوى المقاطعة تقع شمال مقاطعة شانشي، الصين. وتخضع لإدارة مدينة شوزو.